# Kim Iryeop
Kim Il-yeop or Kim Iryeop (en hangul, 김일엽; en hanja, 金一葉; romanización revisada, Kim Il-yeop; McCune-Reischauer, Kim Iryŏp); 28 de abril de 1896 - 28 de mayo de 1971) fue una escritora, periodista, activista feminista, y monja budista coreana. Su nombre de nacimiento fue Kim Wonju (en hanja, 金元周), el de cortesía y budista dharma era Iryeop (en hanja, 一葉):). Kim Il-yeop fue una figura del movimiento feminista nueva mujer (sinyŏja) en los años 20, en Corea.

## Biografía y trayectoria
Kim Il-yeop nació en la parte norte del Imperio coreano. Se crio y fue educada bajo la estricta supervisióin de sus padres. Su padre era un pastor cristiano metodista y su madre una mujer ilustrada que la animó a estudiar. Ambos progenitores fallecieron cuando ella era una adolescente, lo que la llevó a cuestionar su fe a temprana edad.
Tras finalizar sus estudios primarios, se mudó a Seúl para continuar con su educación secundaria en el Ehwa Hakdang hasta 1915 y posteriormente pasó a realizar estudios superiores en Ehwa Hakdang (en lo que sería después la Ehwa Womens University). Completó su educación en Ehwa en 1918 y se casó con un profesor del Yeonheui Junior College. 
Fue una de las primeras mujeres coreanas en acceder a la educación superior en Corea y en Japón. Kim Il-yeop fue una poeta y ensayista muy prolífica, tratando problemas sociales y culturales en sus obras.

### Activismo
En 1919, Il-yeop fue a Japón para continuar sus estudios y regresó a Corea en 1920. Ese año, lanzó una revista, llamada Mujer Nueva (en hangul, 신여자; en hanja, 新女子), que se considera la primera revista para mujeres en Corea, publicada por mujeres para hablar de los problemas de las mujeres.
Dada su gran inteligencia y su talento literario único, que ya manifestó a temprana edad, Kim Il-yeop influyó en la sociedad literaria coreana de su tiempo. Escribió sobre actividades que reflejaban las tendencias en el movimiento de liberación de las mujeres, que fue lo que la llevó a fundar Mujer Nueva. Comenzó el primer editorial con la expresión "¡Reformaǃ" y junto con "¡Liberaciónǃ" fueron dos palabras que se repitieron con frecuencia en sus publicaciones. Denunció las habitaciones interiores y oscuras llamadas kyubang donde se confinó a las mujeres durante milenios con la dinastía joseon y que simbolizan la represión masculina en los textos reivindicativos de la época. Además se trataron temas como el aborto, el sexo, el amor libre y la independencia económica.

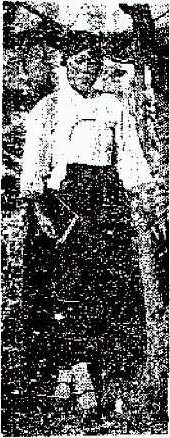
Kim Il-yeop en 1929.

Promulgó la conciencia social, la libertad (también la libertad sexual), y la lucha por los derechos de las mujeres en una sociedad compleja que se debatía entre el confucionanismo, la occidentalización y modernización de la sociedad, y la dominación colonial japonesa.
Al cabo de  los años, un gran número de sus ensayos críticos, poemas y novelas cortas sobre la liberación de las mujeres que lucharon contra la opresión de las tradiciones del periodo de Corea bajo el mandato japonés fueron publicados en periódicos en coreano como El Dong-un Ilbo y el Chosun Ilbo, así como en las revistas literarias que incluyen Kaebyeok y Chosun Mundan.

### Budismo
Kim Iryeop empezó a colaborar con la revista Budismo en 1923. Al trabajar en la revista y entrar en contacto con monjes budistas cambió su percepción, derivada de su educación cristiana, sobre el budismo, al que veía como supersticios e inmoral al principio y al que finalmente se sumaría. 
La investigadora Gloria Luque Moya, señala como la propia Kim Iryeop en su libro Reflexiones de una monja budista zen, cuenta las tres ocasiones en las que estuvo a punto de unirse a un monasterio budista y cambiar de vidaː "en primer lugar, cuando fue consciente de que se había perdido a sí misma; en segundo lugar, cuando se dio cuenta de que el mundo entero estaba habitado por personas que se habían perdido a sí mismas; en último lugar, cuando atisbó que dicho mundo no solo estaba poblado por gente que se habían perdido a sí mismas, sino que además no eran conscientes de ello, todo lo contrario, se jactaban de ser inteligentes y conocerlo todo. Esta última la condujo finalmente, a ingresar en el monasterio de Sudeoksa, en 1933".
Kim Il-yeop fue ordenada monja budista en 1933. Dos años después, escribió un breve ensayo Practicando el budismo, donde explica que abandonó la escritura para dedicarse a la práctica del budismo y sus textos. Entonces ya hablaba de la creatividad como el mayor recurso de nuestra existencia para interaccionar con nuestra energía vital. 
En los años cincuenta volvió a la escritura, ofreciendo sus análisis filosóficos, aludiendo a hombres y mujeres para busquen el verdadero ser y alcanzar la liberación personal. Desde su experiencia como maestra seon, introdujo las principales ideas sobre la existencia, la búsqueda de una misma, la creatividad del ser humano y el amor al resto de seres, desde una visión propia y rompiendo con los estereotipos asociados a las mujeres. No dejó de trabajar por la humanidad y en particular en esta etapa de su vida, por las monjas budistas que empezaron entonces a hacerse hueco en la comunidad budista o sangha, dando ejemplo a futuras generaciones. El resumen de su pensamiento, se encuentra en sus propias palabrasː

“Los problemas de la vida podrían ser fácilmente resueltos si cada uno se esforzara ineludiblemente en encontrar la naturaleza de su existencia, que es la creatividad, y continuará buscando en ese camino”.
Kim Ilyeop, Reflexiones de una monja budista zen (1960) pag. 36

Residió en el monasterio de Sudeoksa hasta su muerte en 1971.

## Libros
- Reflexiones de una monja budista zen (어느 수도인의 회상, 1960)
- Habiendo quemado mi juventud (청춘을 불사르고, 1962)
- Entre Felicidad y Desgracia (행복과 불행의 갈피에서)